# 캄페오나투 브라질레이루 세리이 D

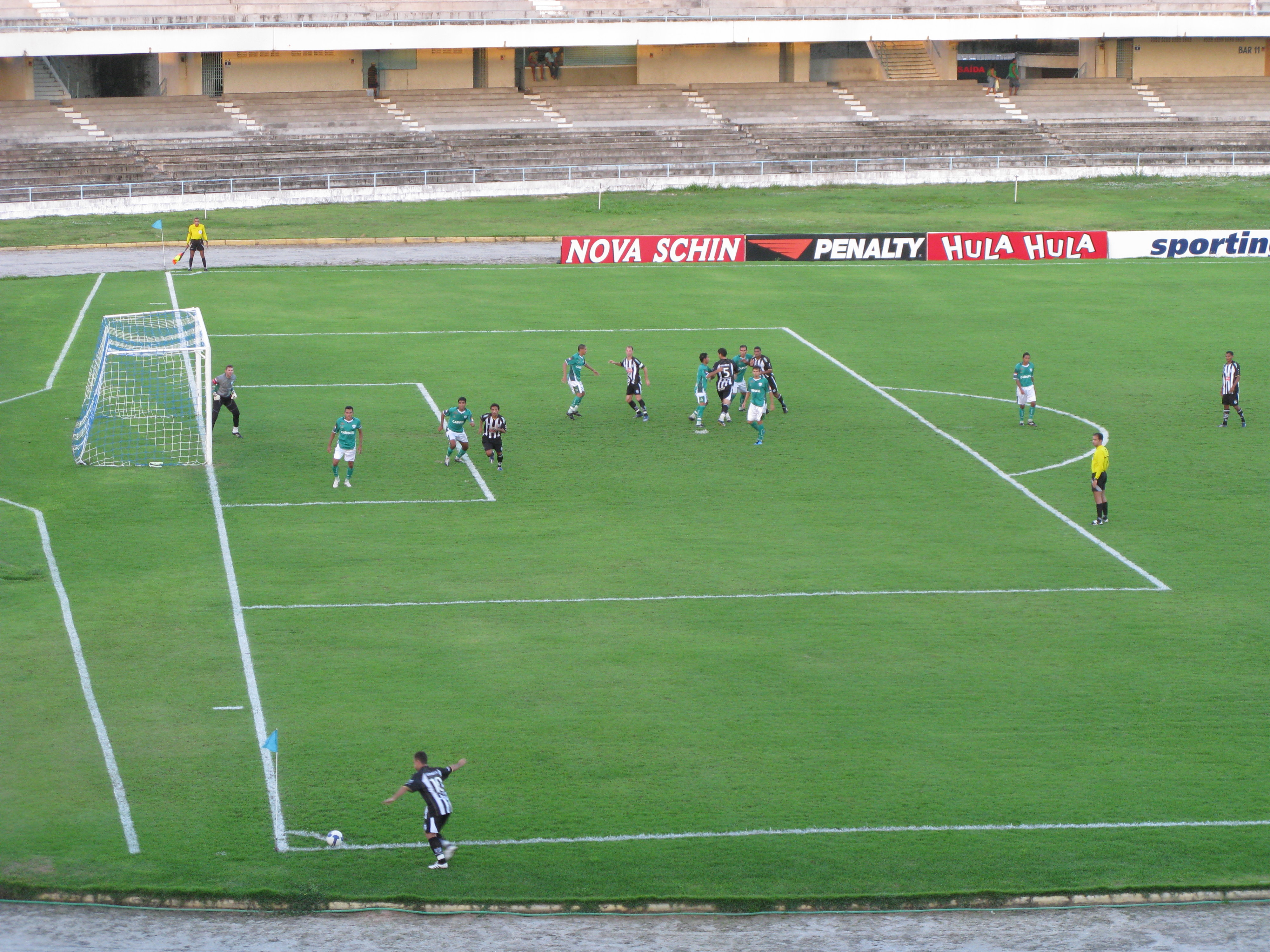

캄페오나투 브라질레이루 세리이 D(포르투갈어: Campeonato Brasileiro Série D)는 브라질 프로 축구의 전국리그 4부리그이다. 브라질 축구협회에서 주관한다.

## 방식
이전시즌 캄페오나투 브라질레이루 세리이 C에서 강등된 4개팀과 전국리그인 세리이 A~C에 참가하지 못하는 팀중 주리그에서 가장 좋은 활약을 한 36개팀이 참가해 총 40개팀이 참가한다. 2016 시즌부터 68개팀으로 참가팀이 늘어났다.

## 역대 우승 팀
브라질 축구 협회에 따른 역대 캄페오나투 브라질레이루 세리이 D 우승팀 표이다.:
| 연도 | 우승                      | 결과    | 준우승                    | 비고 |
| ---- | ------------------------- | ------- | ------------------------- | --- |
| 2009 | 상하이문두 (PA)           | 2–3 2–1 | 마카에 (RJ)               | |
| 2010 | 구아라니 지 소브라우 (CE) |         | 마두레이라 (RJ)           | 아메리카-AM은 조인빌리 EC와의 8강전에서 출전불가능한 선수를 출전시키며, 결승전 진출 자격을 박탈당하였다. |
| 2011 | 투피 (MG)                 | 1–0 2–0 | 산타크루스 (PE)           | |
| 2012 | 삼파이우 코헤아 (MA)      | 1–1 2–0 | CRAC (GO)                 | |
| 2013 | 보타포구 (PB)             | 1–2 2–0 | 주벤투지 (RS)             | |
| 2014 | 톰벤시 (MG)               | 0–0     | 브라지우 지 펠로타스 (RS) | 승부차기에서 톰벤시가 4-2로 승리했다.                                                                    |
| 2015 | 보타포구 (SP)             | 3–2 0–0 | 히베르 (PI)               | |
| 2016 | 보우타헤돈다 (RJ)         | 0–0 4–0 | CSA (AL)                  | |
| 2017 | 오페라리우 (PR)           | 5–0 0–1 | 글로부 (RN)               | |

## 현재 참가팀
캄페오나투 브라질레이루 세리이 D 2018 시즌 참가 팀
| 주                          | 팀                       | 연고지                 |
| --------------------------- | ------------------------ | ---------------------- |
| 고이아스주 3개 팀           | 아파레시덴시             | 아파레시다지고이아니아 |
| 고이아스주 3개 팀           | 이툼비아라               | 이툼비아라             |
| 고이아스주 3개 팀           | 이포라                   | 이포라                 |
| 리우데자네이루주 3 + 1개 팀 | 노바이구아수             | 노바이구아수           |
| 리우데자네이루주 3 + 1개 팀 | 마두레이라               | 리우데자네이루         |
| 리우데자네이루주 3 + 1개 팀 | 마카에                   | 마카에                 |
| 리우데자네이루주 3 + 1개 팀 | 아메리카누               | 캄푸스두스고이타카지스 |
| 마라냥주 2 + 1개 팀         | 모투 클루브              | 상루이스               |
| 마라냥주 2 + 1개 팀         | 임페라트리즈             | 임페라트리즈           |
| 마라냥주 2 + 1개 팀         | 코르지누                 | 바하두코르다           |
| 마투그로수주 2개 팀         | 동보스쿠                 | 쿠이아바               |
| 마투그로수주 2개 팀         | 시노프                   | 시노프                 |
| 마투그로수두술주 2개 팀     | 노보페라리우             | 캄푸그란지             |
| 마투그로수두술주 2개 팀     | 코룸바엔시               | 코룸바                 |
| 미나스제라이스주 3개 팀     | 우베를란지아             | 우베를란지아           |
| 미나스제라이스주 3개 팀     | 카우덴시                 | 포소스지카우다스       |
| 미나스제라이스주 3개 팀     | URT                      | 파투스지미나스         |
| 바이아주 3개 팀             | 비토리아 다 콩키스타     | 비토리아다콩키스타     |
| 바이아주 3개 팀             | 자쿠이펜시               | 히아창두자쿠이피       |
| 바이아주 3개 팀             | 플루미넨시 지 페이라     | 페이라 지 산타나       |
| 산타카타리나주 3개 팀       | 브루스키                 | 브루스키               |
| 산타카타리나주 3개 팀       | 아틀레치쿠 투바랑        | 투바랑                 |
| 산타카타리나주 3개 팀       | 인테르 지 라지스         | 라지스                 |
| 상파울루주 4 + 1개 팀       | 노보리존치누             | 노부오리존치           |
| 상파울루주 4 + 1개 팀       | 리넨시                   | 링스                   |
| 상파울루주 4 + 1개 팀       | 모지미링                 | 모지미링               |
| 상파울루주 4 + 1개 팀       | 미라소우                 | 미라소우               |
| 상파울루주 4 + 1개 팀       | 페호비아리아             | 아라라쿠아라           |
| 세르지피주 2개 팀           | 세르지피                 | 아라카주               |
| 세르지피주 2개 팀           | 이타바이아나             | 이타바이아나           |
| 세아라주 2개 팀             | 구아라니 지 주아제이루   | 주아제이루두노르치     |
| 세아라주 2개 팀             | 페호비아리우             | 포르탈레자             |
| 아마조나스주 2개 팀         | 나시오나우               | 마나우스               |
| 아마조나스주 2개 팀         | 마나우스                 | 마나우스               |
| 아마파주 2개 팀             | 마카파                   | 마카파                 |
| 아마파주 2개 팀             | 산투스-AP                | 마카파                 |
| 아크리주 2개 팀             | 플라시두 지 카스트루     | 플라시두지카스트루     |
| 아크리주 2개 팀             | 히우브랑쿠               | 히우브랑쿠             |
| 알라고아스주 2 + 1개 팀     | 무리시                   | 무리시                 |
| 알라고아스주 2 + 1개 팀     | 산타리타                 | 보카다마타             |
| 알라고아스주 2 + 1개 팀     | ASA                      | 아라피라카             |
| 연방구 2개 팀               | 브라질리엔시             | 타구아칭가             |
| 연방구 2개 팀               | 세일란지아               | 세일란지아             |
| 이스피리투산투주 2개 팀     | 아틀레치쿠 이타페미링    | 이타페미링             |
| 이스피리투산투주 2개 팀     | 이스피리투산투           | 비토리아               |
| 토칸칭스주 2개 팀           | 스파르타                 | 아라구아이나           |
| 토칸칭스주 2개 팀           | 인테르포르투             | 포르투나시오나우       |
| 파라주 2개 팀               | 상하이문두-PA            | 산타렝                 |
| 파라주 2개 팀               | 인데펜덴치               | 투쿠후이               |
| 파라나 주 3개 팀            | 마링가                   | 마링가                 |
| 파라나 주 3개 팀            | 시아노르치               | 시아노르치             |
| 파라나 주 3개 팀            | 프루덴토폴리스           | 프루덴토폴리스         |
| 파라이바주 2개 팀           | 캄피넨시                 | 캄피나그란지           |
| 파라이바주 2개 팀           | 트레지                   | 캄피나그란지           |
| 페르남부쿠주 3개 팀         | 벨루자르딩               | 벨루자르딩             |
| 페르남부쿠주 3개 팀         | 센트라우                 | 카루아루               |
| 페르남부쿠주 3개 팀         | 플라멩구 지 아르코베르지 | 아르코베르지           |
| 피아우이주 2개 팀           | 4 지 줄류                | 피리피리               |
| 피아우이주 2개 팀           | 아우투스                 | 아우투스               |
| 호라이마주 2개 팀           | 바레                     | 보아비스타             |
| 호라이마주 2개 팀           | 상하이문두-RR            | 보아비스타             |
| 혼도니아주 2개 팀           | 바르셀로나               | 빌례나                 |
| 혼도니아주 2개 팀           | 헤아우 아리케미스        | 아리케미스             |
| 히우그란지두노르치주 2개 팀 | 아메리카 지 나타우       | 나타우                 |
| 히우그란지두노르치주 2개 팀 | ASSU                     | 아수                   |
| 히우그란지두술주 3개 팀     | 노부암부르구             | 노부암부르구           |
| 히우그란지두술주 3개 팀     | 상조제                   | 포르투알레그리         |
| 히우그란지두술주 3개 팀     | 카시아스                 | 카시아스두술           |

## 같이 보기
- 브라질 축구 리그 시스템
- 캄페오나투 브라질레이루 세리이 A
- 캄페오나투 브라질레이루 세리이 B
- 캄페오나투 브라질레이루 세리이 C